# Hala Gąsienicowa
Die Alm Hala Gąsienicowa ist eine Alm im Tal Dolina Gąsienicowa in der polnischen Hohen Tatra und Westtatra in der Woiwodschaft Kleinpolen.

## Geschichte
Die Alm wurde im 17. Jahrhundert angelegt und war bis zur Gründung des Tatra-Nationalparks im Jahr 1954 in Betrieb. Eigentümer der Alm war bis 1700 und ab 1796 erneut die Familie Gąsienic aus Zakopane. Die Alm wurde später mehrfach geteilt. Als 1961 die letzten Eigentümer enteignet wurden, waren fast 400 Miteigentümer betroffen.

## Tourismus
Auf der Alm befindet sich die Berghütte Schronisko PTTK Murowaniec.
Daneben gibt es einige weitere Gebäude auf der Alm:
- eine alpine Berghütte „Betlejemka“,
- eine Waldhütte „Księżówka“ der Nationalparkverwaltung,
- eine Bergwachthütte „Gawra“ der Nationalparkverwaltung,
- eine Wetterstation der Polnische Akademie der Wissenschaften – PAN.

Im Tal befinden sich zahlreiche Wanderwege.
- ▬ Ein blau markierter Wanderweg führt von der Schutzhütte Schronisko PTTK Murowaniec durch das Tal am Bergsee Czarny Staw Gąsienicowy zum Bergpass Zawrat.
- ▬ Ein grün markierter Wanderweg führt vom Berg Wierchporoniec zur Berghütte Schronisko PTTK Murowaniec.
- ▬ Ein gelb markierter Wanderweg führt von der Berghütte Schronisko PTTK Murowaniec auf den Bergpass Krzyżne.
- ▬ Ein schwarz markierter Wanderweg führt vom Bergsee Czarny Staw Gąsienicowy über den Gipfel Mały Kościelec und den Bergpass Karb auf den Gipfel Kościelec.

Im westlichen Teil der Alm gibt es eine Sesselbahn Hala Gąsienicowa auf den Kasprowy Wierch und eine Skipiste Gąsienicowa vom Kasprowy Wierch in den Zakopaner Stadtteil Kuźnice.

## Panorama

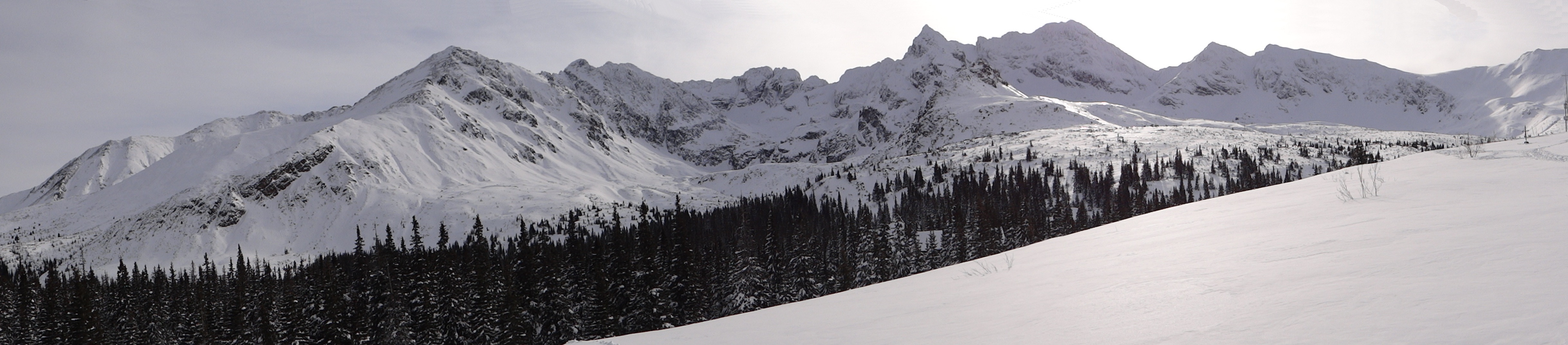
Panorama der Alm im Winter